# Jean Ier de Gaète
Jean Ier de Gaète  (né vers 860 mort en  933) fut  hypatos et dux byzantin de Gaète de 867 à sa mort.

## Biographie
Jean Ier commence à gouverner comme  co-régent de son père Docibilis Ier à partir 867. En 876 il reçoit le titre honorifique de  Patrikios de l'empereur byzantin Constantin VII. En 906, à la mort de son père, il gouverne seul Gaète jusqu'en 914, année où il s'associe avec son fils Docibilis II comme co-régent.
Le père et le fils soutiennent ensemble l'armée byzantine du  stratège Nicolas Picinglius (en) contre les forces pontificales et celles du duché de Spolète. En 915 ils participent à la grande ligue chrétienne qui remporte la Bataille du Garigliano. Le territoire de Gaète à la suite de cette victoire s'étend jusqu'à la rivière Garigliano. Jean II continue à édifier le château commencé par son père et en 933 il associe à son pouvoir son petit-fils, Jean II. Il meurt la même année en laissant trois autres fils: Léon, Constantin, et Pierre, mais c'est Docibilis, titulaire du titre ducal depuis 930, qui hérite seul de son pouvoir. Jean Ier est le dernier gouvernant de Gaète à ne pas porter le titre ducal.

## Union et descendance
Jean Ier et son épouse inconnue d'origine lombarde ont cinq enfants :
- Matrona (vers 880 morte après 949 épouse  Campulus (vers 865 mort en 949) Préfet (890-949), fils de Marinus Ier ;
- Theoctista ;
- Bona ;
- Sikelgaita épouse d'Aténolf II de Capoue ;
- Docibilis II duc de Gaète.

## Sources
- (it) Cet article est partiellement ou en totalité issu de l’article de Wikipédia en italien intitulé « Giovanni I di Gaeta » (voir la liste des auteurs).
- (en) F.M.G. LORDS of GAETA, DUKES of GAETA 867-1032 (FAMILY of DOCIBILIS).